# Андреєвський Сергій Аркадійович
Андреєвський Сергій Аркадійович (29 грудня 1847 (10 січня 1848), Олександрівка, Катеринославська губернія — 9 листопада 1918 року, Петроград) — російський адвокат, поет, прозаїк, літературний критик.

## Життєпис
Походить з дворянської родини. Батьки — статський радник Андреєвський Аркадій Степанович і Віра Миколаївна (уродж. Герсеванова). Народився Сергій Андреєвський разом зі своїм братом-близнюком Михайлом у маєтку материних родичів у селі Олександрівка Слов'яносербського повіту Катеринославської губернії. Перші вісім з половиною років свого життя Сергій Андреєвський провів у сусідньому з Олександрівкою містечку Веселогірськ Слов'яносербського повіту Катеринославської губернії зі своєю прабабцею по матері Марією Олександрівною Депрерадович (уродж. Юзбаши). Дитячі роки майбутнього адвоката і літератора знайшли відбиток у його "Книге о смерти" та віршованій поемі "На утре дней". Ці літературно-автобіографічні твори С. А. Андреєвського також є унікальними джерелами з історії сучасної Луганщини 40-х – першої половини 50-х років ХІХ ст.
Зі своєю родиною Сергій Андреєвський уперше побачився і познайомився лише влітку 1856 року, коли був перевезений до  Катеринослава, де він згодом навчався у місцевій гімназії, яку закінчив 1864 року зі золотою медаллю. Цього ж року братів-близнюків було перевезено до Харкова, де вони продовжили навчання в Харківському університеті, юридичне відділення якого Сергій Андрієвський закінчив 1869 року.
Протягом 1870 року С. А. Андреєвський працював під безпосереднім керівництвом А. Ф. Коні. Одружився з дочкою провінційного відставного капітана, неабияк зіпсувавши свої відносини з сім'єю цим нерівним шлюбом. Завдяки А. Ф. Коні отримав місце товариша прокурора Санкт-Петербурзького окружного суду.
У 1878 році відмовився виступити обвинувачем у справі Віри Засулич. Справа була явно політичною, присяжні виправдали Засулич, на прокурорів Андреєвського і Жуковського почалося цькування в пресі («Гарні прокурори» — писав, зокрема, державний секретар Є. А. Перетц), обидва вони були звільнені з прокуратури. Надалі С. А. Андреєвський перебував у столичній адвакатурі.
Незабаром, записавшись до присяжних повірених Санкт-Петербурзької судової палати, Андреєвський швидко отримав репутацію одного з найблискучіших кримінальних захисників. Надзвичайно витончений оратор, Андреєвський завжди давав тонкі психологічні портрети своїм клієнтам і намагався впливати на почуття присяжних засідателів. Художньо опрацьовані промови Андреєвського належать до найбільш видатних зразків російського судового красномовства. «Захисні промови» Андреєвського витримали 3 видання (перше СПб., 1891).

## Родина
- Батько: Андреєвський Аркадій Степанович (6.3.1812 — 7.5.1881)  —  дійсний статський радник.

- Мати: Андреєвська (уродж. Герсеванова) Віра Миколаївна (1822 — після 1896).

- Сестра: Андреєвська Марія Аркадіївна (7.1846 — 17.8.1863).

- Брат-близнюк: Андреєвський Михайло Аркадійович (29.12.1847 — 10.7.1879) — ординарний професор чистої математики Варшавського університету.

- Брат: Андреєвський Павло Аркадійович (29.6.1849 — 20.3.1890) – російський драматург та театральний критик.

- Брат: Андреєвський Микола Аркадійович (14.10.1852 — 27.9.1880).

- Брат: Андреєвський Анастасій Аркадійович (1858 — 1864).

- Сестра: Андреєвська Євдокія Аркадіївна (1858 — 1887).